# 24/7 (serie televisiva)
24/7 (24Seven) è una serie televisiva britannica in 26 episodi trasmessi per la prima volta nel corso di 2 stagioni dal 2001 al 2002.
È una sitcom per ragazzi incentrata sulle vicende di un gruppo di studenti che vivono a Discovery House, il dormitorio di un college. Molte delle storie ruotano intorno al triangolo amoroso che coinvolge Miles Silverstone, la sua ragazza Anya Vicenze, e suo fratello Chris.

## Personaggi e interpreti
- Miles Silverstone, interpretato da Jordan Frieda.
- Chris Silverstone, interpretato da Royce Cronin.
- Tally 'Tallulah' Hunter, interpretata da Hayley Newton.
- Jasper (3 episodi, 2001), interpretato da Roger Davies.
- Anya Vicenze, interpretata da Fiona Wade.
- Bethan Davis, interpretata da Sadie Pickering.
- Jax Duffy, interpretata da Pippa Nixon.
- Vincent 'Staggsy' Staggs, interpretato da Jack Lloyd-Davies.
- Drew Jessup, interpretato da Augustus Prew.
- Heinz Otto 'Beans' Van Damme, interpretato da Neil Henry.
- Natasha, interpretata da Joanne Hickson.
- Eddie, interpretato da Liam O'Carroll.
- Daniel, interpretato da Andy Robb.

## Produzione
La serie fu prodotta da Granada Kids. Tra i registi è accreditata Emma Lindley.

### Sceneggiatori
Tra gli sceneggiatori sono accreditati:
- Holly Lyons in 26 episodi (2001-2002)
- Mark Clompus
- Marvin Close
- Moray Hunter
- Joanna Scanlan
- Amanda Swift
- Jo Unwin
- Diane Whitley

## Distribuzione
La serie fu trasmessa nel Regno Unito dal 19 novembre 2001 al 27 novembre 2002 sulla rete televisiva CIndependent Television. In Italia è stata trasmessa dall'8 aprile 2009 su RaiSat Smash Girls con il titolo 24/7. È stata distribuita anche in Svezia dal 21 gennaio 2003.

## Episodi
| Stagione         | Episodi | Prima TV Regno Unito |
| ---------------- | ------- | -------------------- |
| Prima stagione   | 13      | 2001                 |
| Seconda stagione | 13      | 2002                 |